# Ieperman

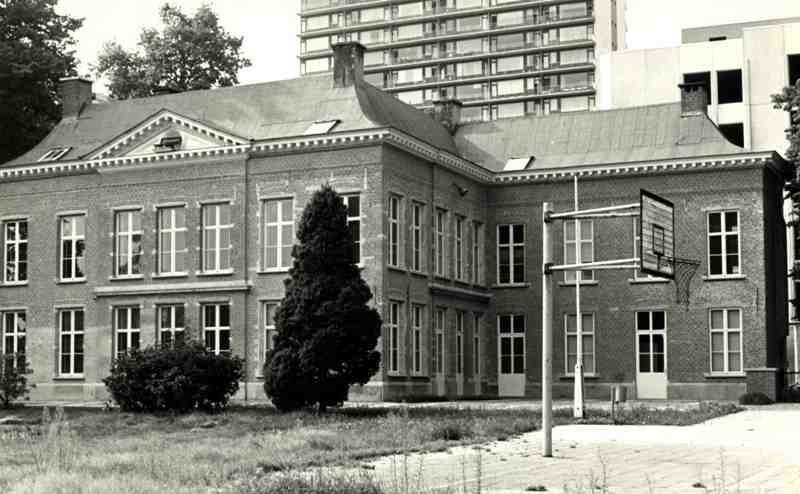
Ieperman in Wilrijk

Ieperman is een kasteeltje gelegen in Wilrijk, gelegen aan de Bist, de Kerkelei 43 en de Sint-Bavostraat 12. Het staat tegenover het districthuis in een domein met een grote vijver en met recente gebouwen van de Rijksschool. De stijl van dit gebouw is het traditioneel classicisme.

## Oorsprong
Een eerste vermelding van de naam is van 1397, betreffende een hoeve die in het bezit was van Peter van Ypre, waarvan de naam van het kasteel is afgeleid maar volgens R. Van Passen nog niet vertrouwd in 1410 maar kwam al vaak voor in 1470. Het domein werd geleidelijk uitgebreid, onder meer met grond van de Antwerpse Sint-Michielsabdij. In 1511 was al sprake van een neerhoeve bij een stenen huis en in 1623 was er voor het eerst sprake van een huis van plaisantie. In 1717 werd het huis in luxueuze zin verbouwd door de toenmalige eigenaar van der Kaey; hij maakte er een van de mooiste landhuizen van de omtrek van, onder meer door de luxuese binnenhuisarchitectuur.

## Gebruik
Het kasteel Ieperman werd in deze tijd gebruikt voor het "hof van plaisantie", later als een rijksmiddelbare school en vandaag als Faculteit voor Vergelijkende Godsdienstwetenschappen (FVG).

## Uitzicht
Het is een L-vormig kasteel met een oudere traditionele kern en classicistische elementen, in zijn huidige vorm is die opklimmend tot het einde 18e eeuw. Nu is het een kasteel met verankerde, ontpleisterde bakstenen lijstgevels onder geknikte schilddaken met sporen van zandstenen speklagen. Gekorniste houten kroonlijst op klossen. Het kasteel heeft rechthoekige muuropeningen met drie ovale venstertjes aan de Noordelijke straatgevel met duidelijke sporen van verbouwingen die vroeger werden gemaakt.